# Paralaudakia microlepis
Paralaudakia microlepis là một loài thằn lằn trong họ Agamidae. Loài này được Blanford mô tả khoa học đầu tiên năm 1874.